# سه‌گوش پس‌سری
سه‌گوش پس‌سری (انگلیسی: Occipital triangle) از بخش‌های گردن است.
پهلوهای این سه‌گوش شامل کناره خارجی ماهیچه ذوزنقه‌ای، کناره خلفی ماهیچه جناغی‌پستانکی (استرنوماستوئید)، و بطن خلفی ماهیچه شانه‌ای‌لامی (اموهیوئید) است و عناصر عمده آن عبارت از شاخه‌های خلفی شبکه گردنی، شاخه مربوط به ریشه نخاعی عصب زوج ۱۱ و بخشی از غدد لنفاوی ناحیه گردن است.